# Pehr Hilleström
Pehr Hilleström, född 1732 på Väddö, död 13 augusti 1816 i Stockholm, var en svensk målare och vävare, professor vid Konstakademiens läroverk från 1794 och dess direktör från 1810. I unga år var han en av Sveriges främsta gobelängvävare men övergick sedan till måleri. Han är mest känd för sina vardagsskildringar av sin tids levnadssätt. Han målade tjänstefolk i arbete, överklassen i de fina salarna, enkelt folk i stugorna och bilder från olika bruksmiljöer. Genom det räknas han som den största skildraren av den gustavianska samtiden.
Pehr Hilleström var far till konstnärerna Charlotta Ulrica Schürer von Waldheim och Carl Petter Hilleström samt farfars farfars far till Gustaf Hilleström.

## Biografi

### Ungdom
Pehr Hilleström föddes år 1732 på Väddö, Roslagen, troligtvis den 18 november. Han växte upp under fattiga omständigheter på Väddö prästgård hos sin farbror som var kyrkoherde där. Huset där Pehr Hilleström föddes finns numera på Turistgården Haga i Älmsta att besöka. Han var son till en militär och äldst i en syskonskara på 12 barn. Hans far råkade redan 1719 i rysk fångenskap men hade 1723 lyckats återvända till Sverige och då tagit sin tillflykt till brodern på Väddö.
1743 flyttade familjen Hilleström från Roslagen till Stockholm, där Pehr, 10 år gammal, sattes i lära hos tapet- och landskapsmålaren Johan Philip Korn (1727–1796) samt åren 1744-1747 även hos den invandrade tyske solfjädermålaren Christian Fehmer. Utöver detta fick han även undervisning vid Kongliga Ritarakademien där Guillaume Thomas Taraval (1701–1750) och Jean Eric Rehn (1717–1793) var läromästare.

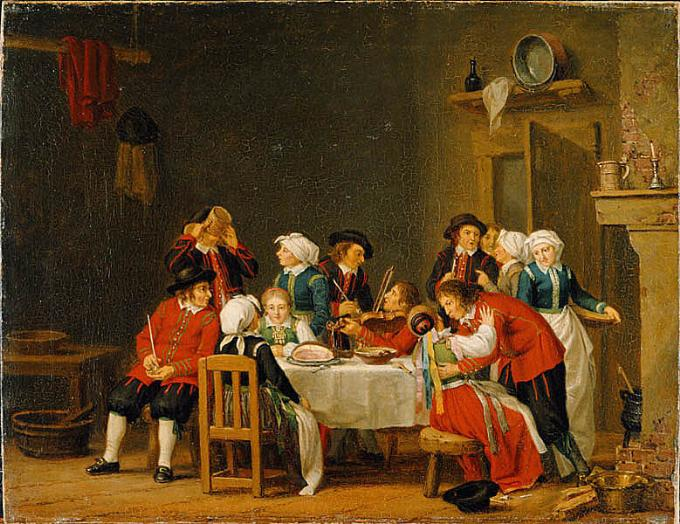
Bordssällskap i en bondstuga, olja på duk

På inrådan av Carl Hårleman sattes Hilleström 1745 i lära hos Pierre Louis Duru (–1753). Duru var haute lisse-vävare och hade kallats till Sverige för att göra den textila utsmyckningen av Stockholms slott. Tanken var att Hilleström skulle utbildas till Durus medhjälpare. 1749 visade Hilleström upp ett första läroprov för deputationen som gillade det så mycket så att han fick en belöning på 180 daler kopparmynt. När Duru dog 1753 fick Hilleström fullborda den påbörjade kappan för tronhimlen i det kungliga audiensrummet. Han var då så skicklig att det knappt kunde märkas någon skillnad mellan hans och hans lärares arbete. Lönen var blygsam men vid 1756 års riksdag fick han samma årslön som Duru hade haft, och han fick en beställning på ett vävt porträtt av Hårleman utfört i haute lisse.
Åren 1757–1758 gjorde Hilleström en längre och för tidens konstnärer sedvanlig studieresa till utlandet. Färden gick till Paris, Belgien och Holland, bland annat med en vidareutbildning i gobelängteknikerna som mål. I Paris blev Hilleström erbjuden att studera måleri i François Bouchers ateljé, men störst intryck tog han där av genre- och stillebenmålaren Jean-Baptiste-Siméon Chardin, som undervisade honom vid franska målarakademien. Väl hemma i Stockholm fortsatte han visserligen att göra tapeter, mattor, stolsöverdrag och dylikt för hovet, men så småningom fylldes slottets behov av vävnader samtidigt som Hilleström fortsatte studera måleri.

### Framgångar
1759 gifte han sig, 27 år gammal, med 22-åriga Ulrica Lode (1737–1779) och bosatte sig i en liten våning på Pelikansgränd 5 i Stockholm där en väveriverkstad fanns. När Gustav III år 1773 nyorganiserade Konstakademin blev Hilleström i sin egenskap av hautelissevävare ledamot, dock var han redan då också verksam som målare. Kungen beställde en mängd tavlor av honom under senare delen av sin regering, och överklassens konstälskare följde hans exempel. Hilleström blev en verkligt populär konstnär, och han fick svårt att hålla jämna steg med den efterfrågan som hans små, behagliga genrebilder rönte.
Målarakademien utnämnde honom 1794 till professor i teckning, och i denna egenskap undervisade han många elever. 1805 fick han posten som rektor för Konstakademiens läroverk och 1810 efterträdde han Louis Masreliez som dess direktör. Han var dock då för gammal att kunna uträtta något väsentligt för läroverket.

### Hans verk
Hilleström försökte sig på nästan all slags måleri men hans egentliga styrka låg i genremåleri och konversationsstycken. Han blev från mitten av 1770-talet en flitig skildrare av vardagslivet. På dessa målningar kan man se spågummor, läsande damer, tidens mode och heminredning, köksscener, hushållsbestyr, gårdfarihandlare, kortspelande sällskap med mera. Hans tavlor är med några få undantag små. I slutet av sin konstnärsbana sysslade han ofta med eldskeneffekter, exempelvis hammarsmedjor och husliga interiörer vid ljus och dylikt.
Han målade ett trettiotal porträtt, det mest kända är hans porträtt av Carl Michael Bellman. Han utförde också en lång rad skildringar från dåtidens bruksmiljöer; det var bilder från glasbruk, skeppsvarv, smedjor och gruvor. Av kungen fick han i uppdrag att föreviga karuseller och de teaterföreställningar som gavs på Operan och lustslotten. På äldre dar började han även måla historiemålningar och religiösa motiv, fast dessa anses inte vara lika uppskattade som hans övriga alster. 1810 upprättade han en förteckning över sina verk och uppgav då att han målat 1065 målningar. Hilleström finns representerad vid bland annat Uppsala universitetsbibliotek och Nationalmuseum i Stockholm, Kalmar konstmuseum, Hallwylska museet, Nordiska museet, Göteborgs konstmuseum, Stadsmuseet i Stockholm, Norrköpings konstmuseum och på Scenkonstmuseet i Stockholm.

## Galleri

Självporträtt, 1771.
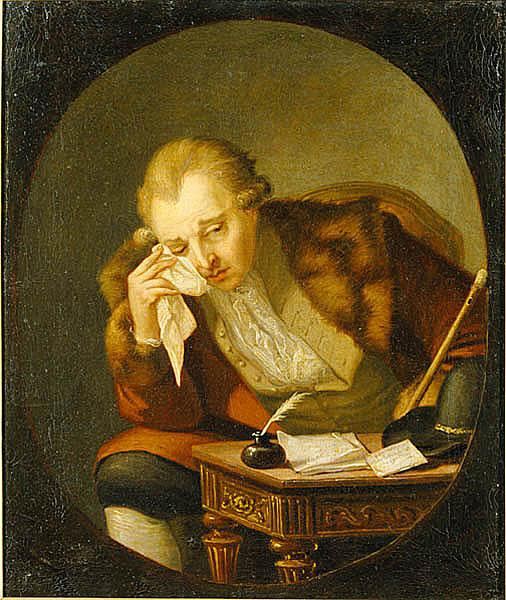
Carl Michael Bellman.
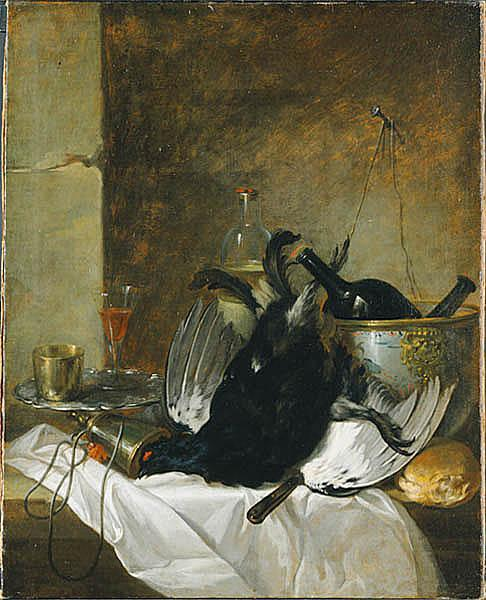
Stilleben.
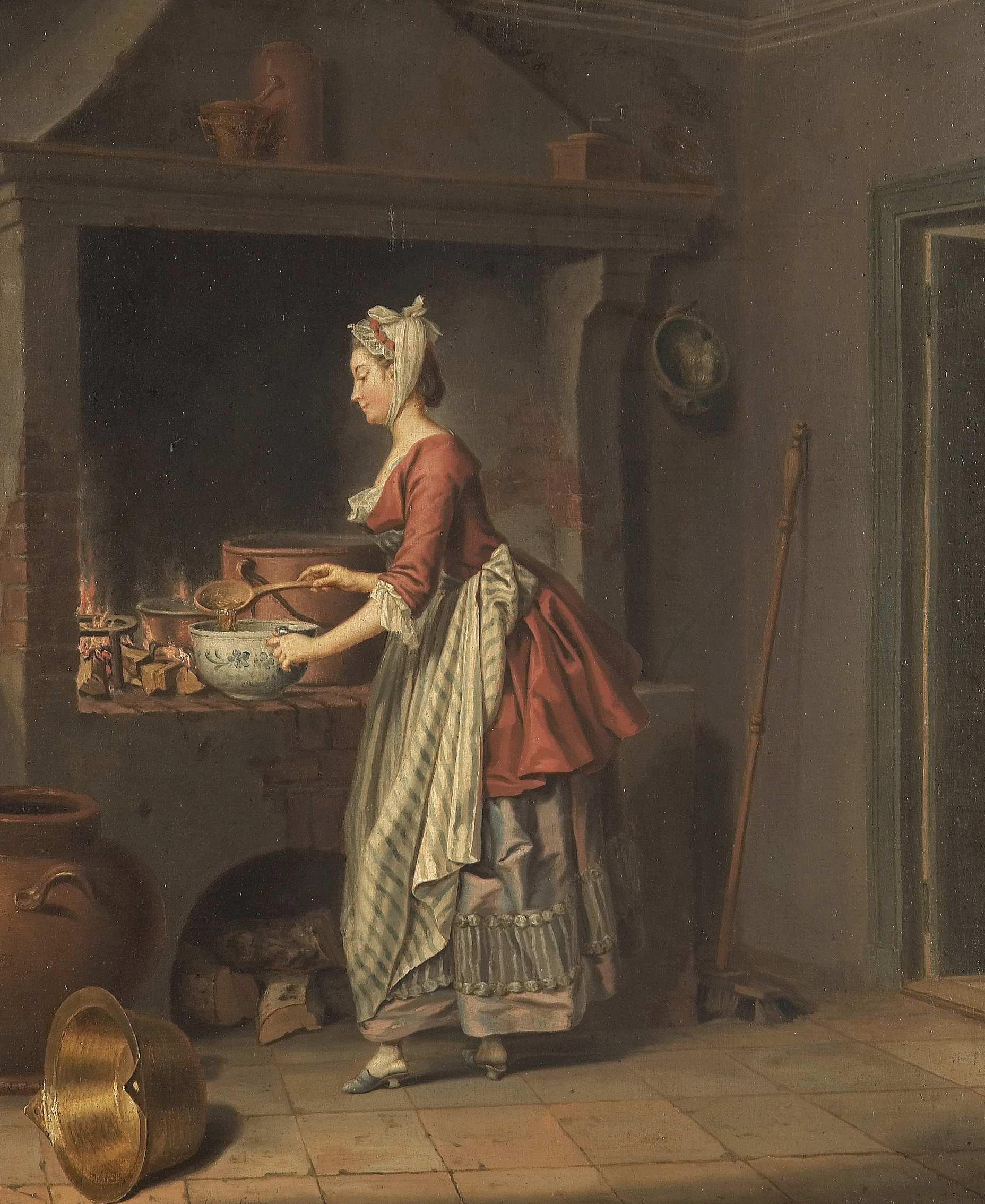
"En piga höser såppa utur en kiettel - i en skål."
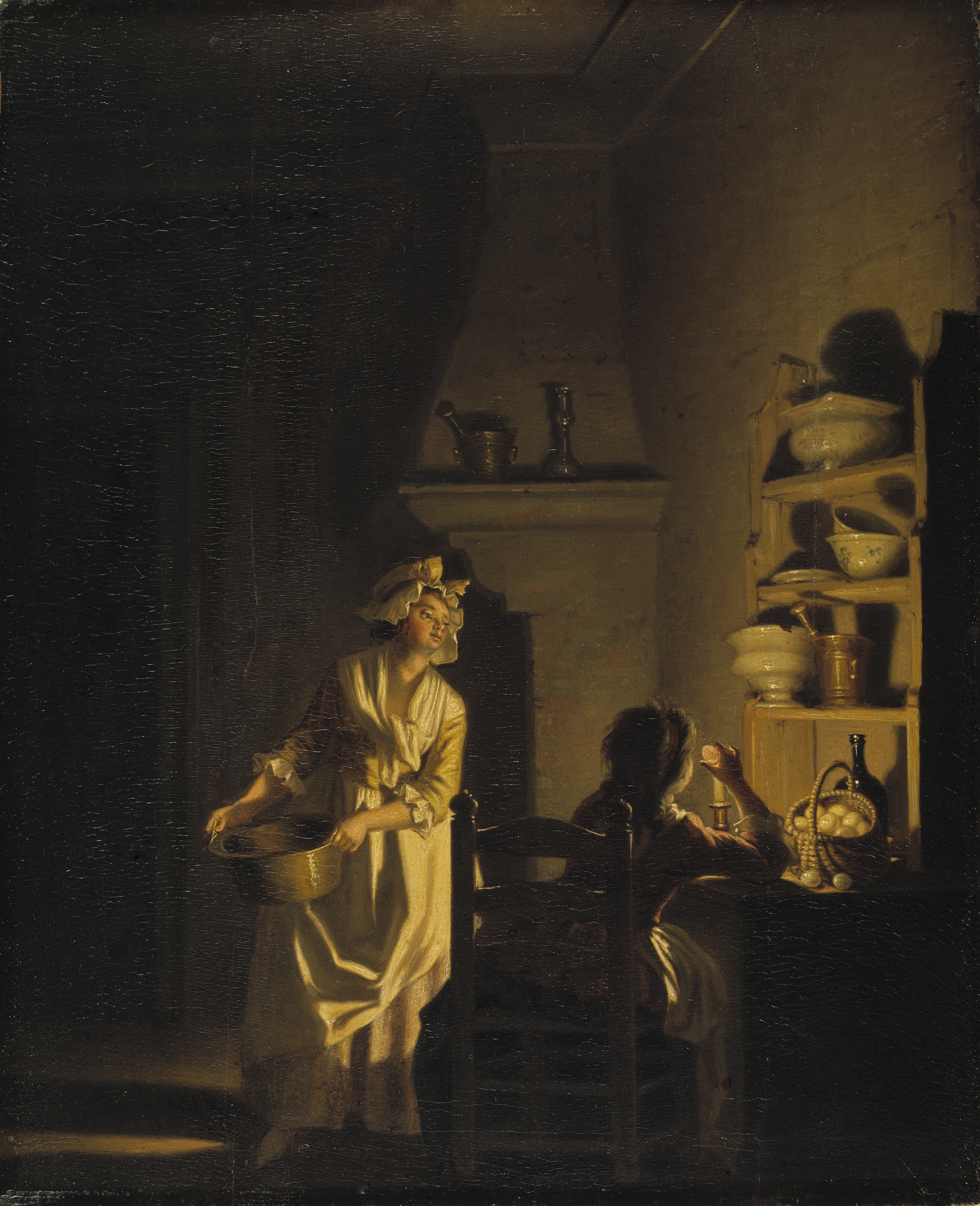
Äggprovet.
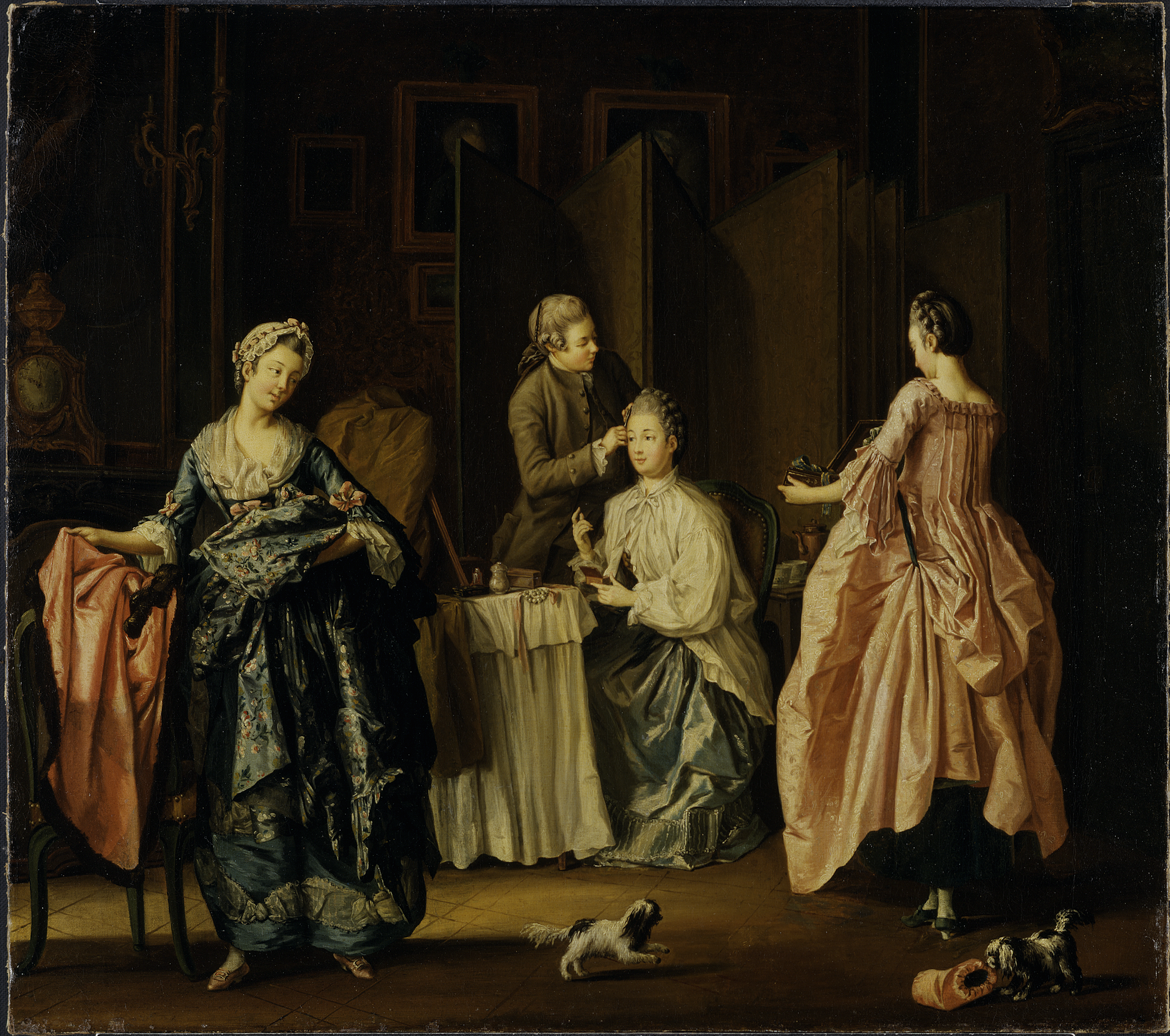
Morgontoiletten.
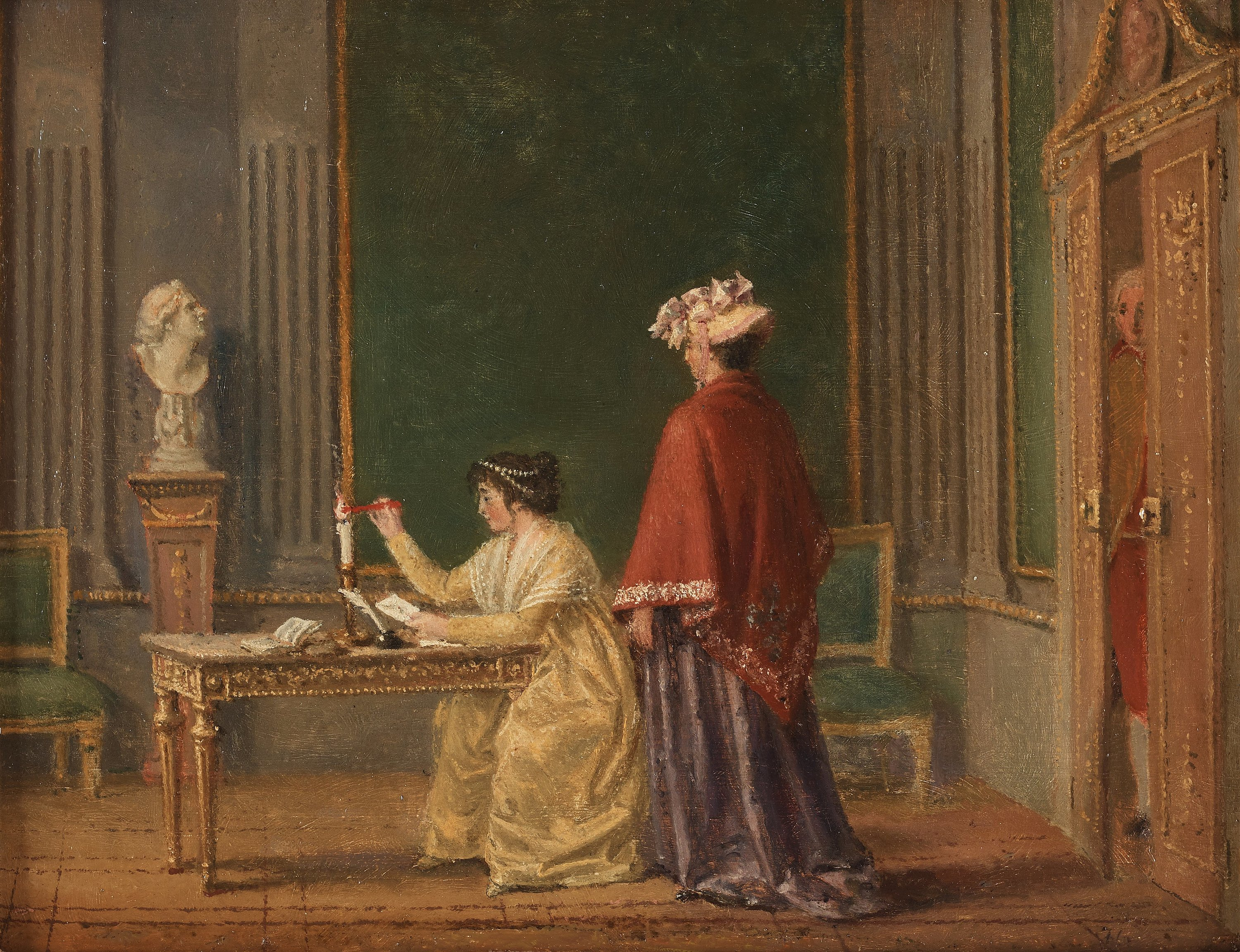
Kärleksbrevet.
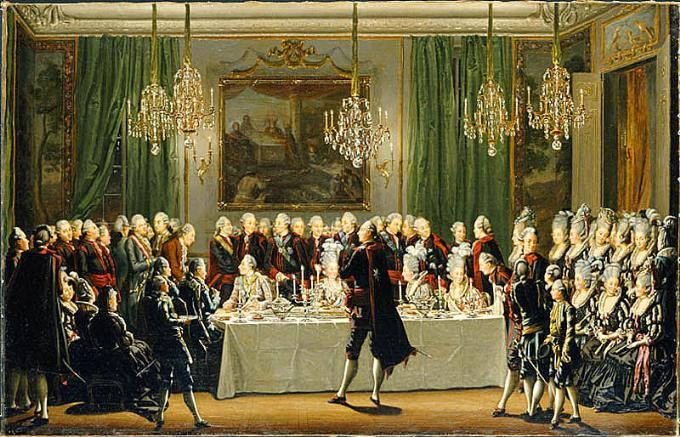
Publik taffel på Stockholms slott Nyårsdagen 1779.
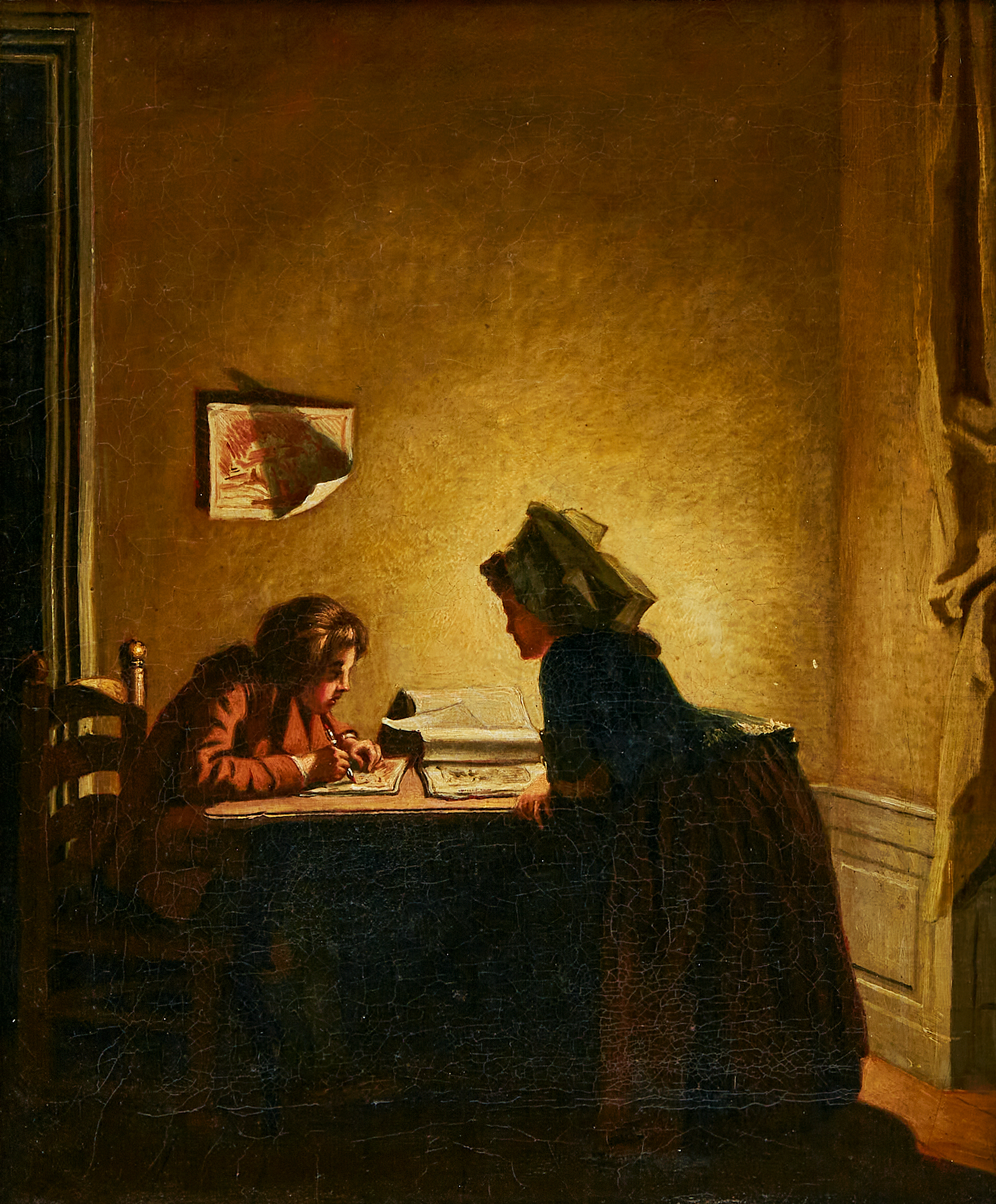
En gåsse visar en flicka sin ritning, troligen 1780-tal.
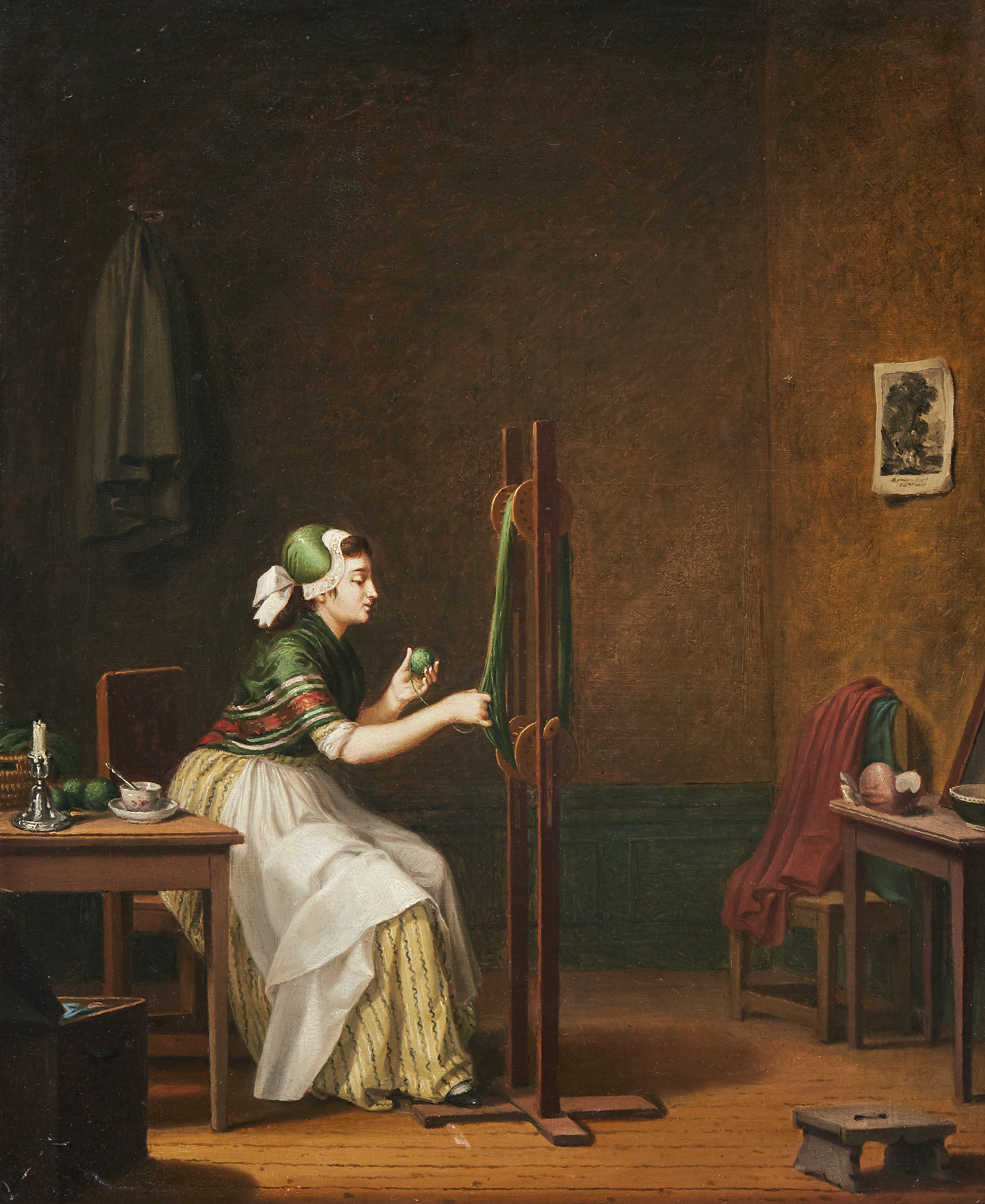
Kvinna som nystar, 1780-tal
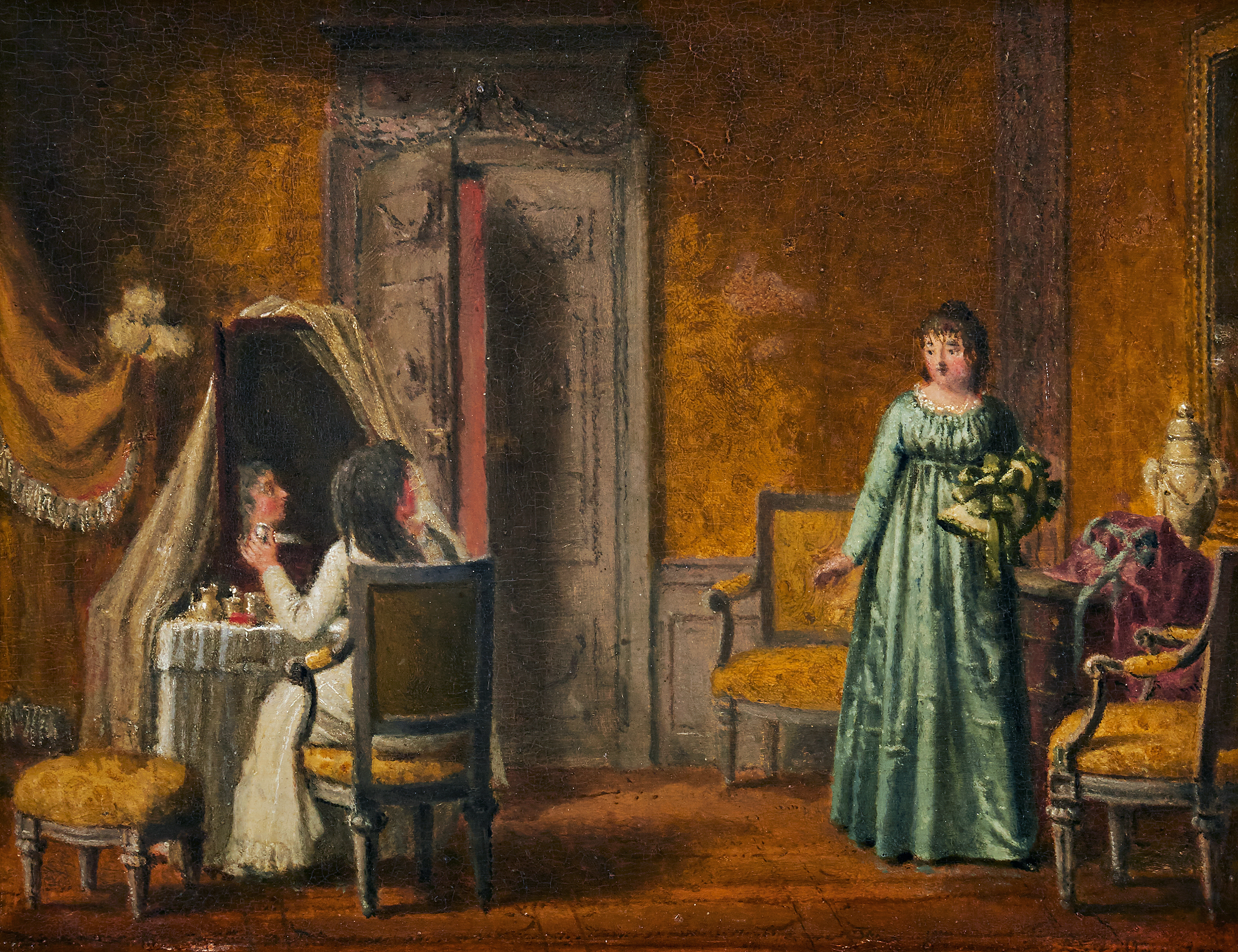
Kabinettsinteriör, ca 1800
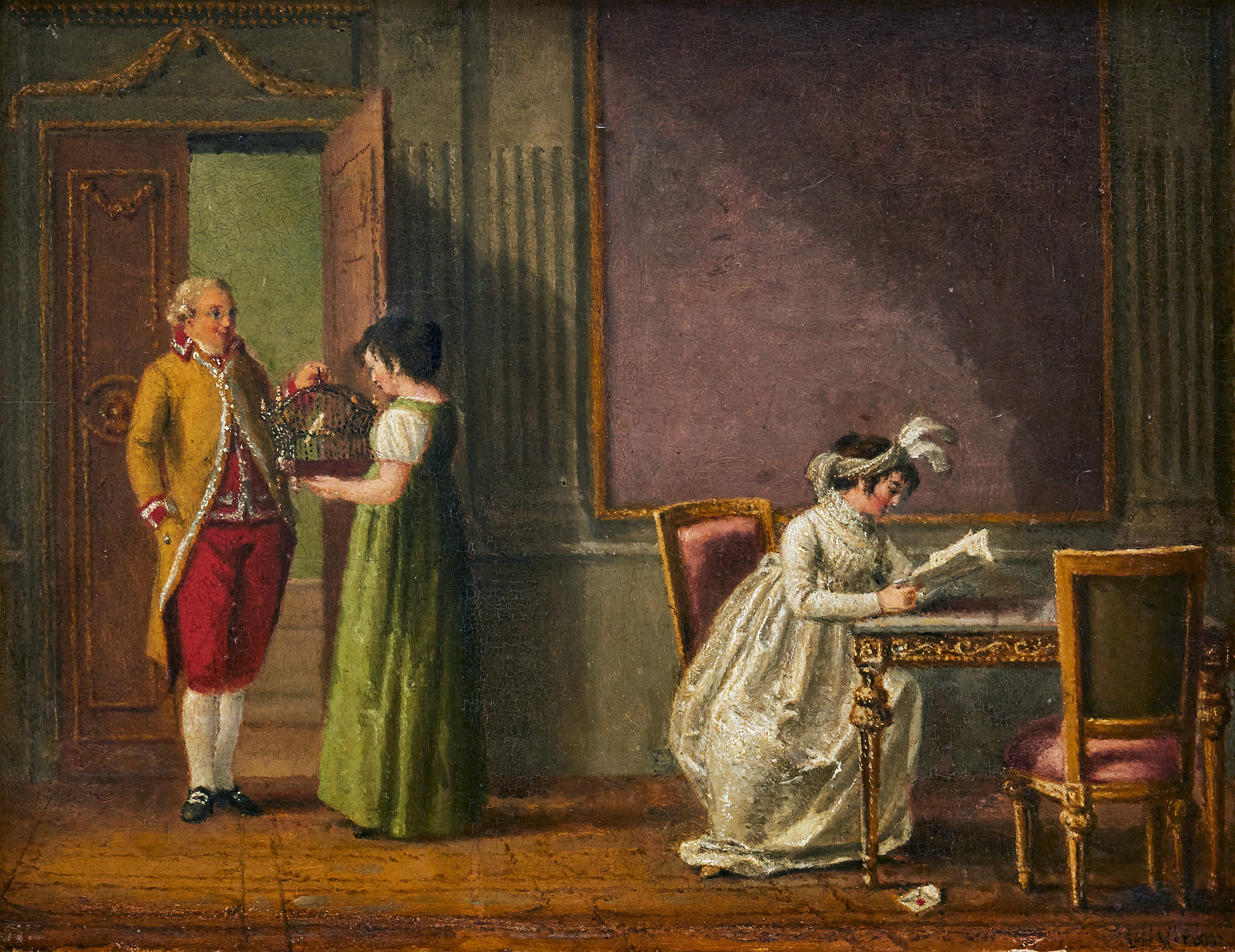
Sengustaviansk interiör, ca 1800
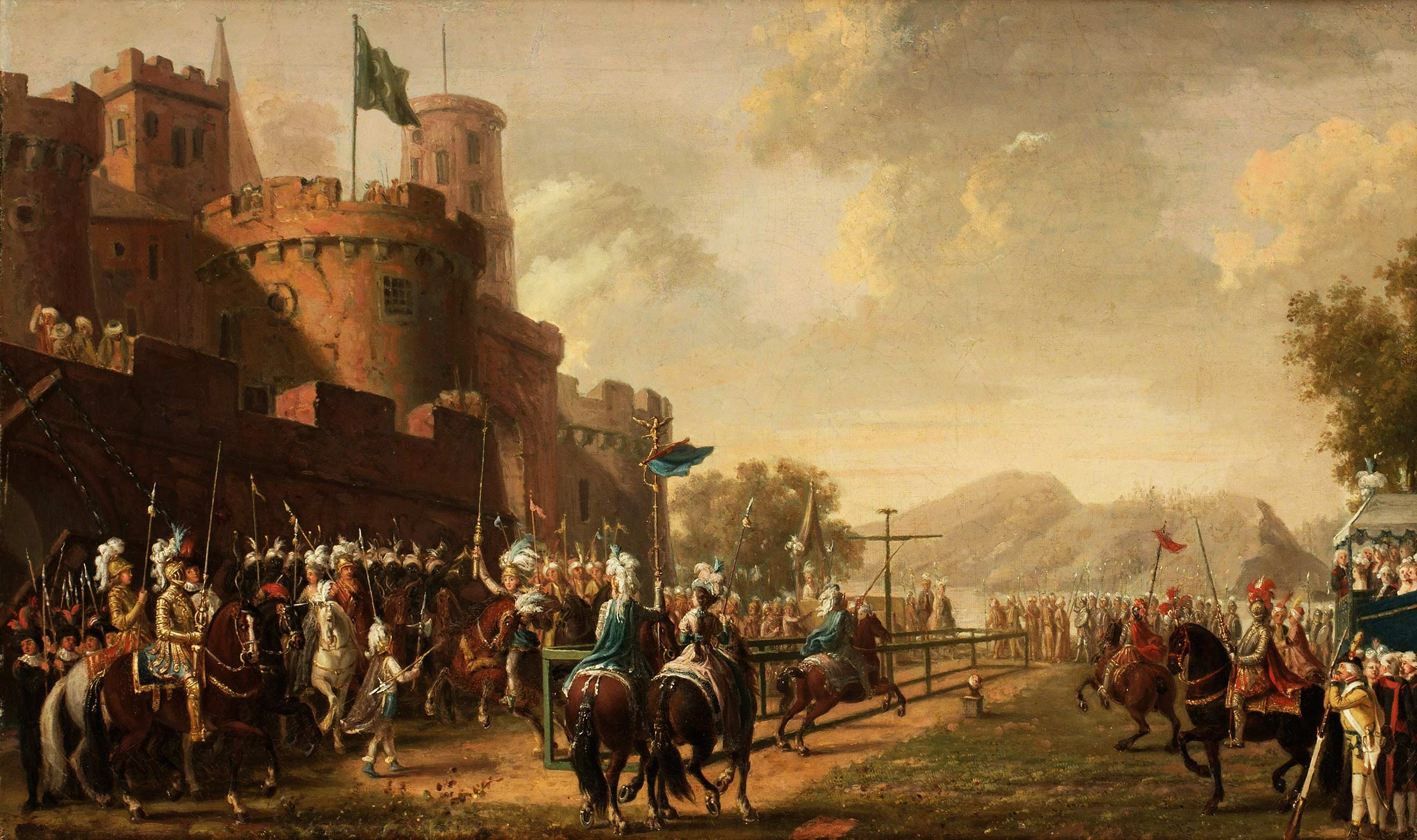
Den förtrollade skogen Karusell vid Drottningholms slott
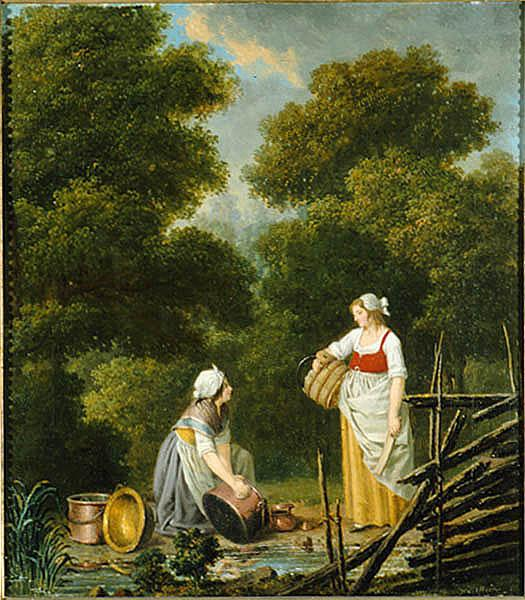
Två tjänsteflickor vid en bäck.
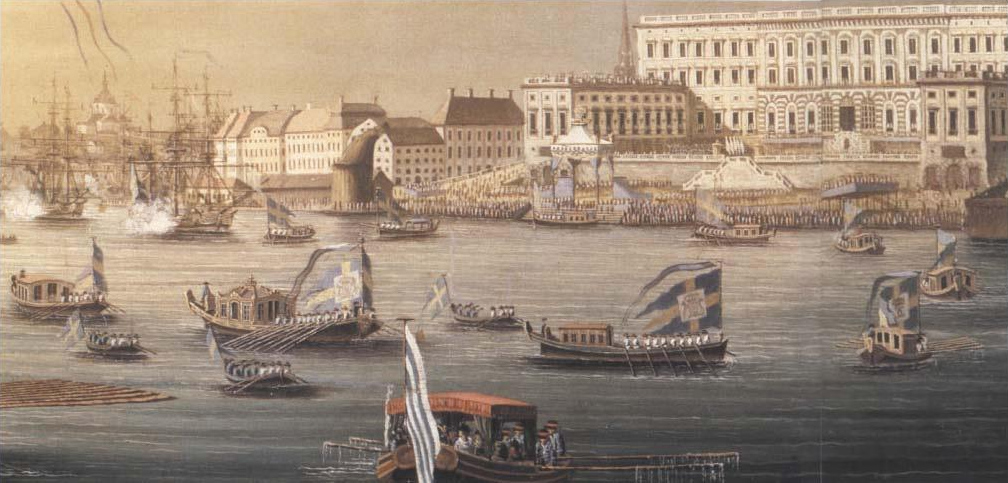
Oljemålning 1774 (Hedvig Elisabet Charlottas intåg i Stockholm).
Gustav III och soldaten Gren, episod från det ryska kriget 1789.
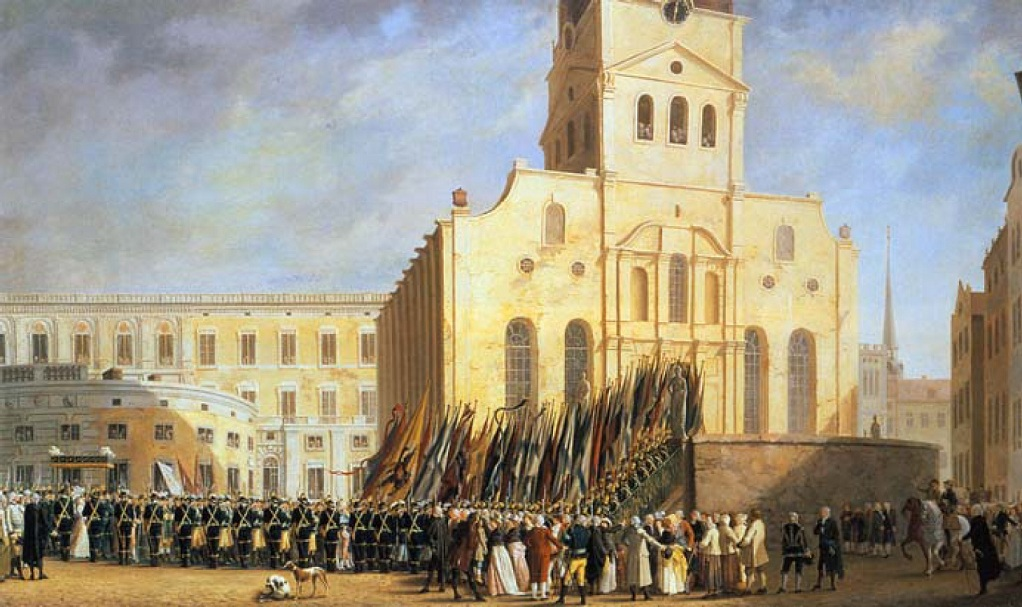
Festtåg i Stockholm efter segern vid Svensksund 1790.
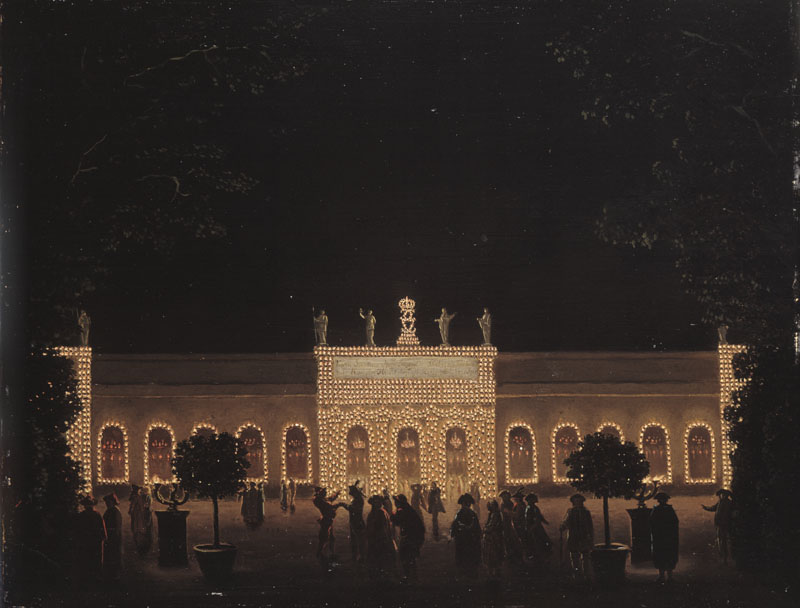
Orangeriet i Kungsträdgården.
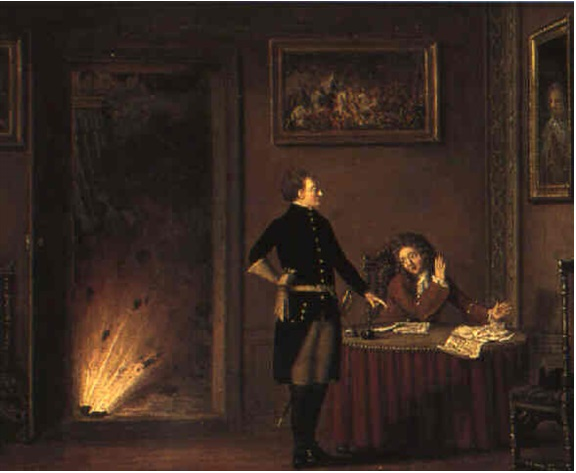
Karl XII i Stralsund.
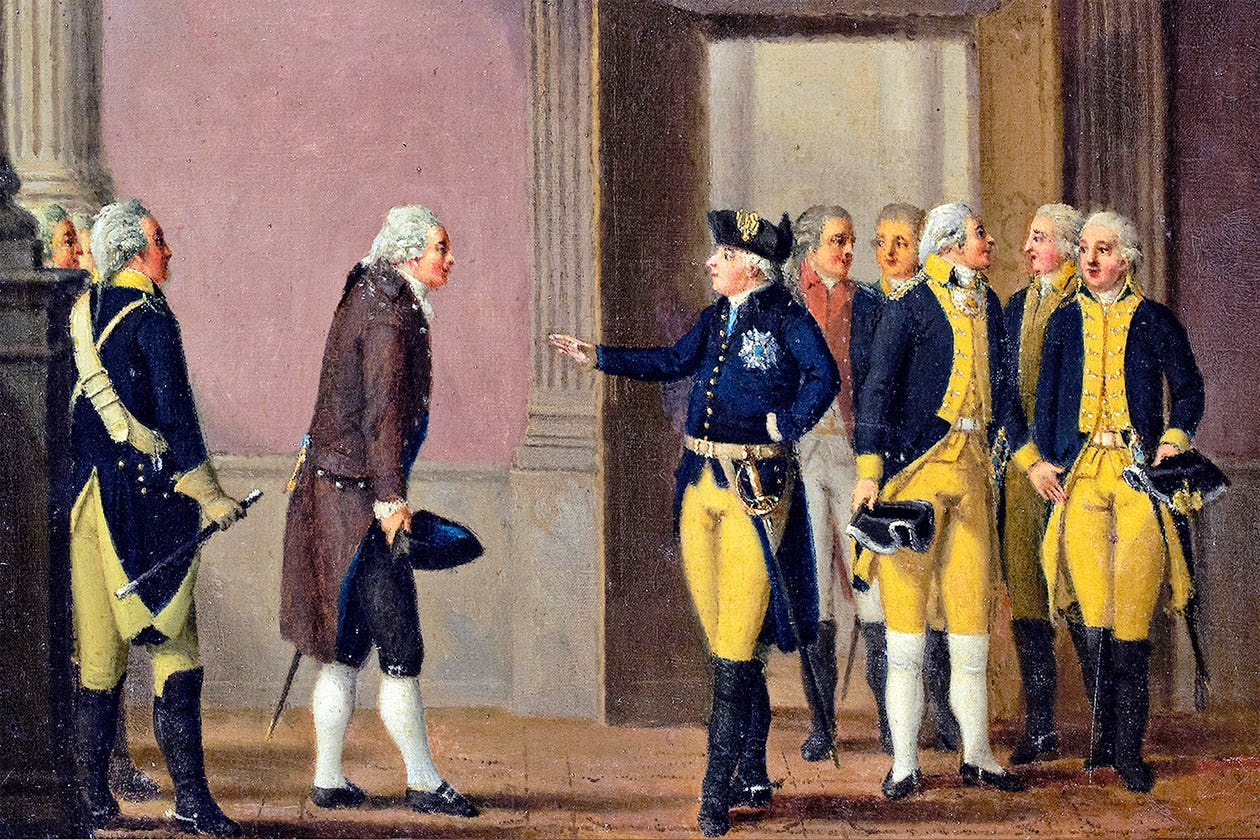
Gustav III:s revolution 1772.
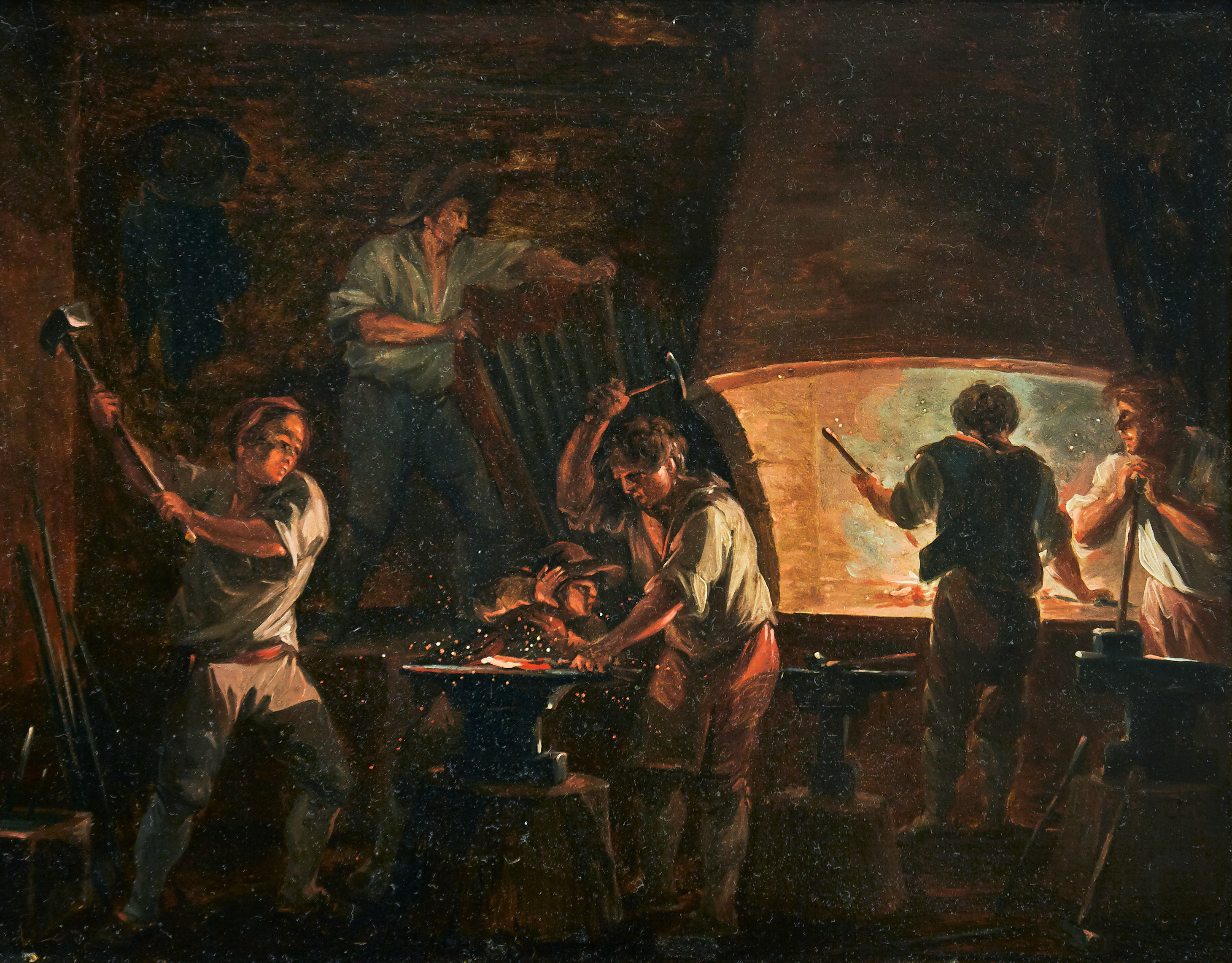
Interiör från en smedja
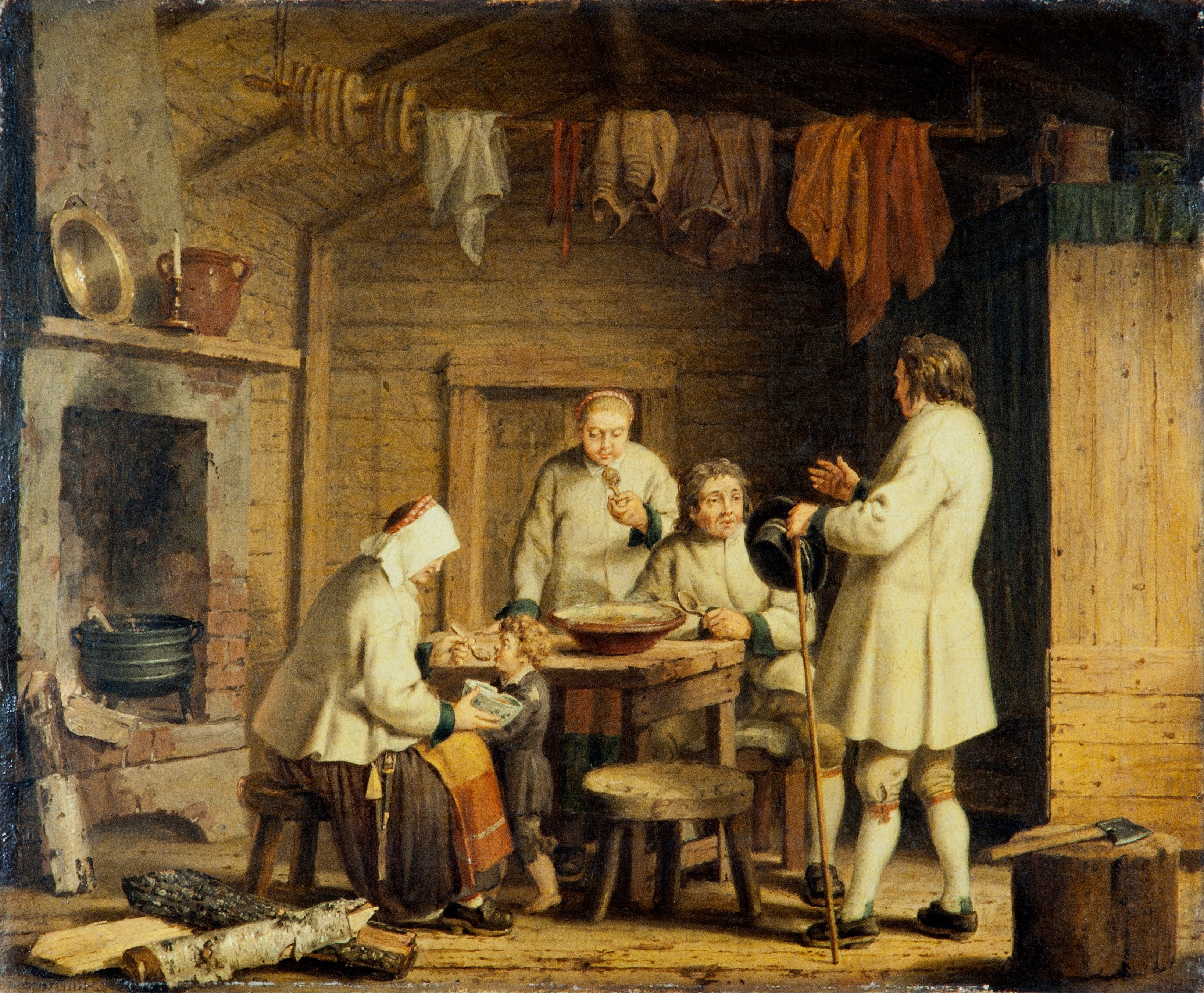
Dalfolk från Mora socken, 1782-1810.
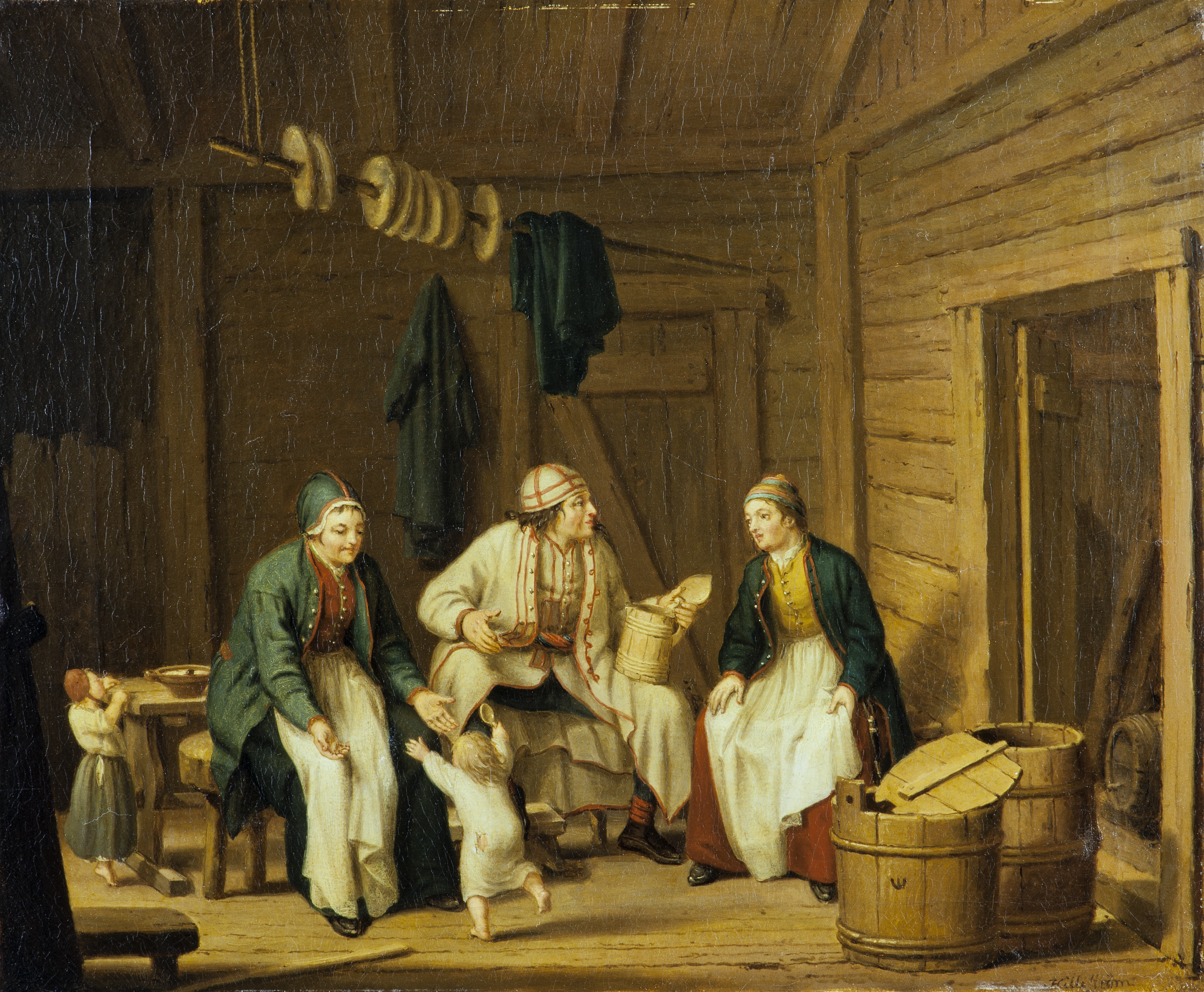
Karelska dräkten, 1782-1810.
Lappländska dräkten, 1782-1810.
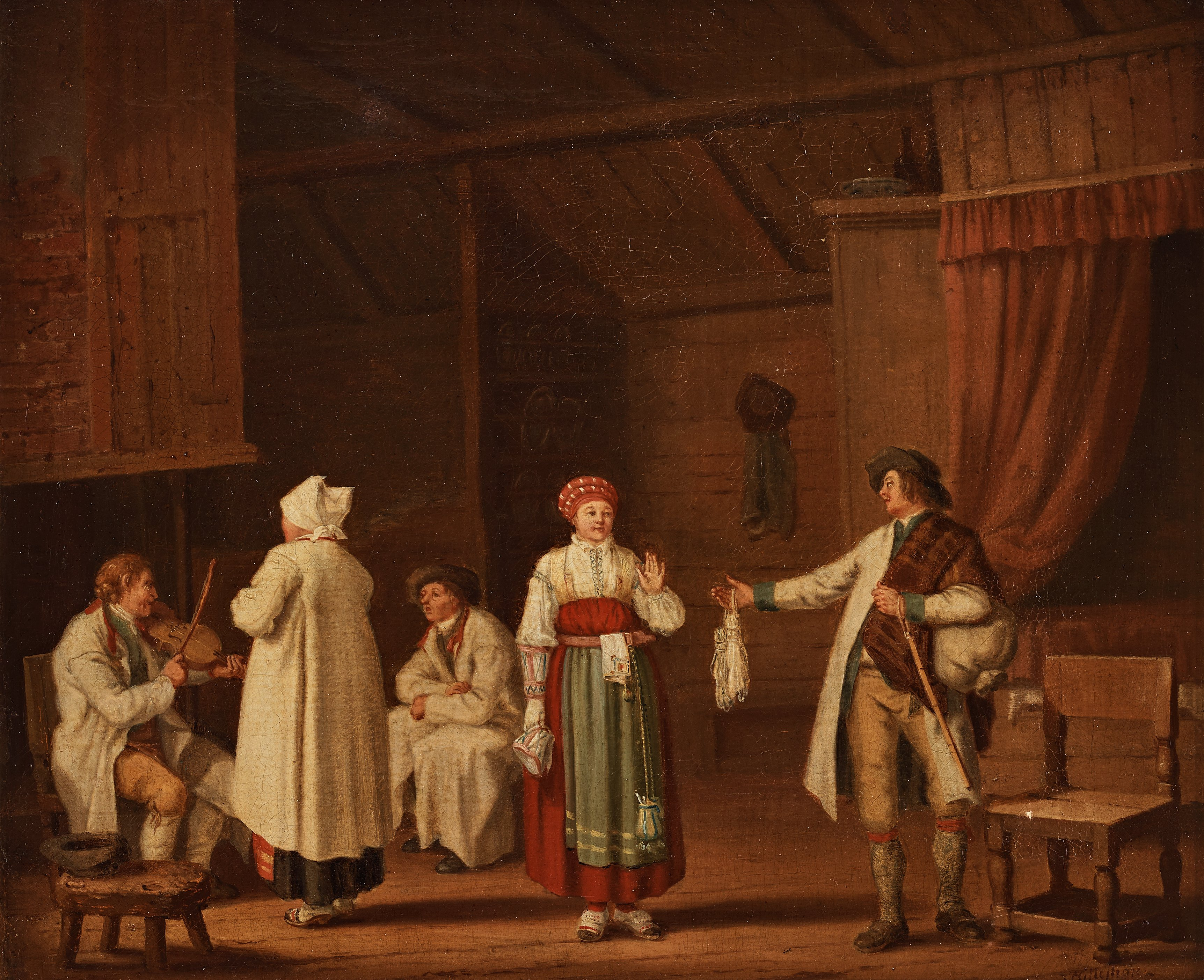
Wingåkers-boer, 1782-1810.
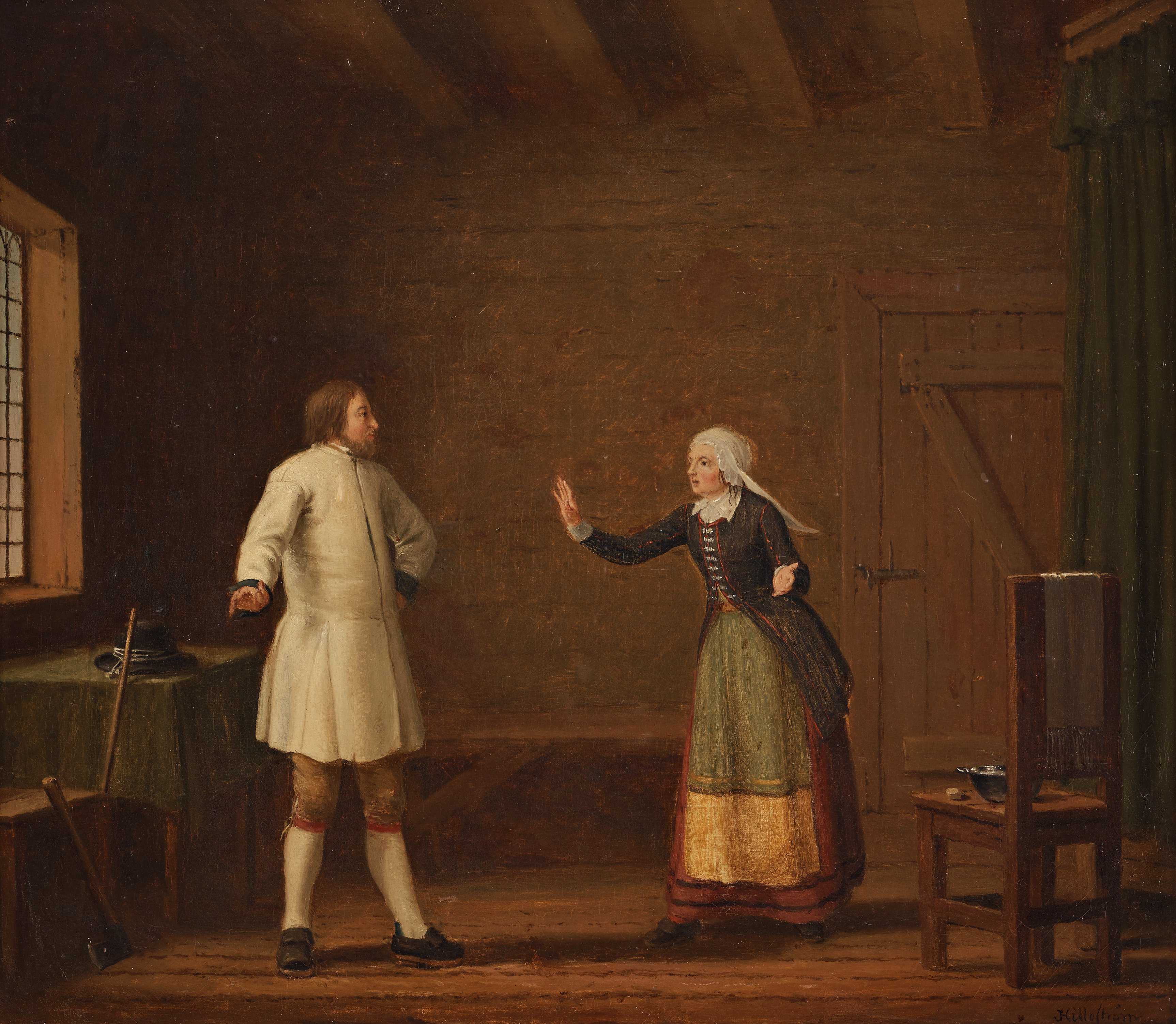
Gustav Vasa i Ornäs.

### Webbkällor
- Pehr Hilleström i Nordisk familjebok (andra upplagan, 1909)
- Lexikonet Amanda
- Historiesajten.se